# Maurycy Straszewski
Maurycy Straszewski (22. září 1848 Lutoryż – 27. nebo 28. února 1921 Krakov) byl rakouský filozof, vysokoškolský pedagog a politik polské národnosti z Haliče, na konci 19. století poslanec Říšské rady.

## Biografie
Působil jako filozof, historik filozofie a profesor na Jagellonské univerzitě. Vystudoval střední školu v Rzeszowě, pak roku 1866 nastoupil na Karlo-Ferdinandovu univerzitu do Prahy, kde studoval filozofii a matematiku. Po roce přešel na Vídeňskou univerzitu. V roce 1870 získal titul doktora. Následně ještě studoval v Curychu a Göttingenu. V roce 1872 se habilitoval na Jagellonské univerzitě v Krakově, v roce 1875 se zde stal vedoucím katedry filozofie, kde setrval až do svého odchodu z aktivního akademického života roku 1909.
Byl i poslancem Říšské rady (celostátního parlamentu Předlitavska), kam usedl ve volbách roku 1891 za kurii venkovských obcí v Haliči, obvod Bochnia, Brzesko atd. Slib složil 13. dubna 1891. Ve volebním období 1891–1897 se uvádí jako rytíř Dr. Moriz Straszewski, c. k. univerzitní profesor, bytem Krakov.
Ve volbách roku 1891 se uvádí jako kandidát Polského klubu. Po roce 1906 se angažoval v nové politické straně Polskie Centrum Ludowe a zasedl v jejím výkonném výboru.
Ještě v roce 1919 odešel v pokročilém věku na výzvu vlády na novou Univerzitu v Lublinu, kde pomáhal založit katedru filozofie a po čtyři semestry tam osobně vyučoval. Zemřel v únoru 1921.